# Påskris

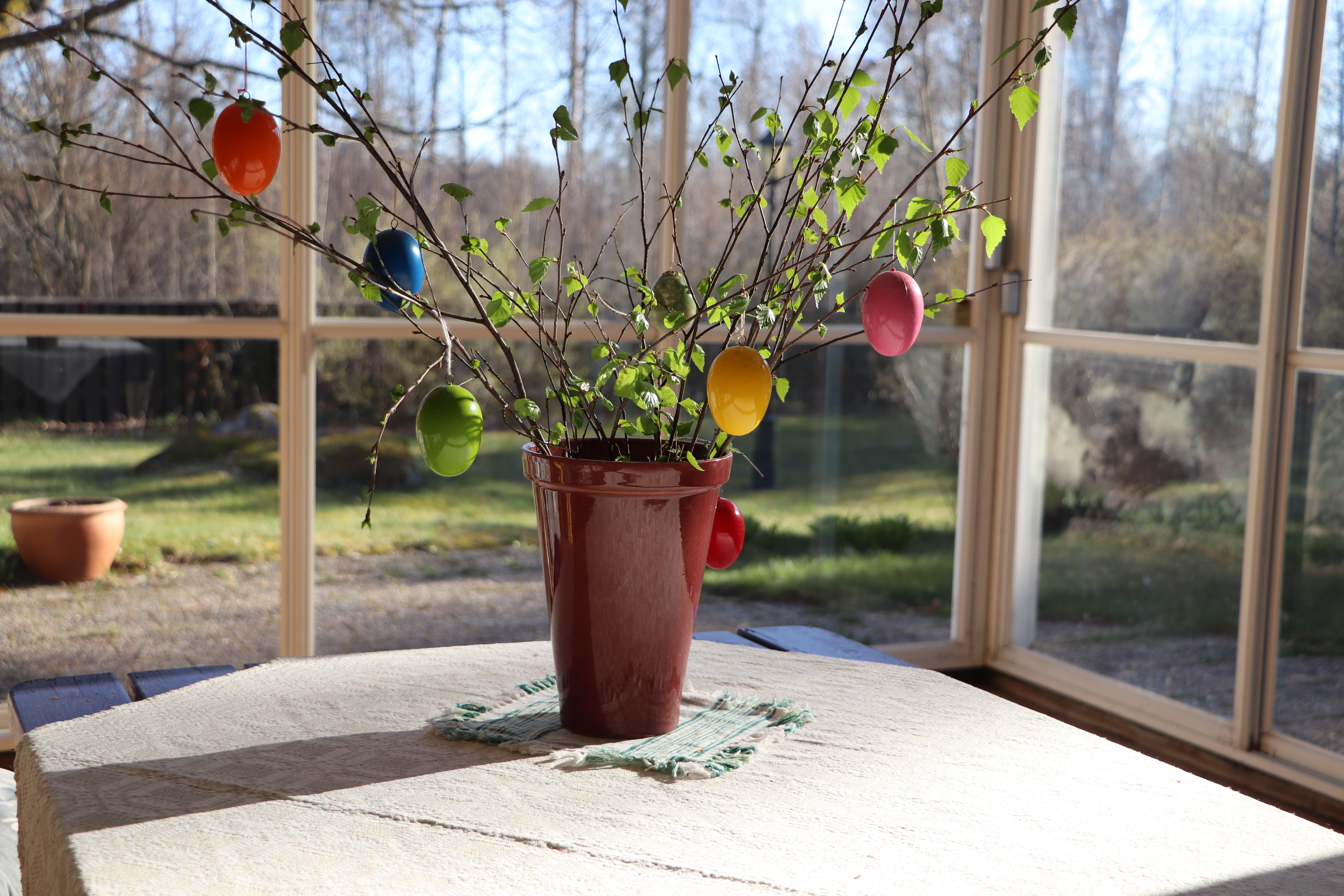
Påskris dekorerat med ägg i olika färger.

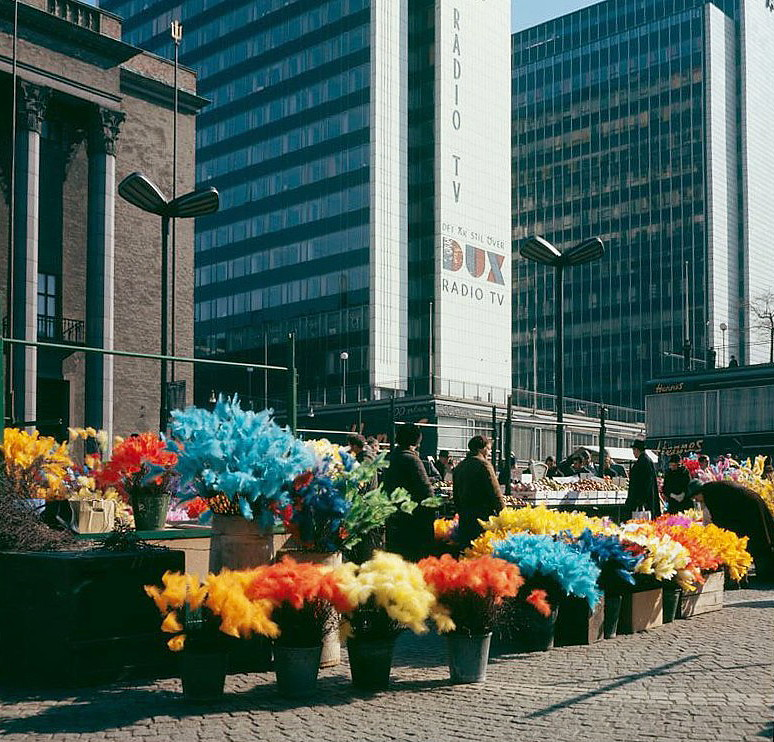
Påskrisförsäljning på Hötorget i Stockholm, 1968.

Påskris är kvistar, vanligen från björk, som ofta tas in i hemmen och pyntas till påsk, ungefär som en påskens motsvarighet till julgran. Påskriset kopplas till Jesu intåg i Jerusalem, och de palmblad som ströddes framför honom på marken. Påskriset och pyntet symboliserar även vårens grönska och pånyttfödelse.

## Historisk tradition i Sverige

### Fastlagsris
Fastlagsris förekom i en gammal sed från 1600-talet som innebar att man risade varandra, det vill säga att husfadern piskade familjemedlemmarna med riset, antingen på fettisdagen eller långfredagens morgon. Det skulle vara en symbolisk påminnelse om Jesu lidande. Risningen skulle ge bot och bättring. Den övergick under 1700-talet i en lek där barnen piskade sina föräldrar på morgonen och där sjusovarna utsattes för risbastu. Oftast användes björkris, även om annat ris förekom. Liknande traditioner lever fortfarande i exempelvis Lettland och Tjeckien.
Från 1700-talets slut skulle fastlagsriset även vara dekorativt och var ofta utsmyckat med färgstarka band, pappersblommor och annat pynt. Ibland försågs det även med färgade pappersremsor innehållande rim. Påskfjädrarna kom inte till förrän under 1800-talets mitt, och blev vanligt förekommande först under 1930-talet. I Stockholm såldes även färdigpyntat ris, åtminstone från 1870-talet. Barn i förmögna familjer kunde köpa ris där dekorationerna bestod av godis.

### Påskris
Påskris som enbart används till dekoration har i Stockholm och delar av östra Svealand förekommit sedan 1800-talets slut. Det kunde vara utsmyckat likt fastlagsriset men saknade ibland helt pynt. Under 1930-talet blev det vanligt att pynta påskris i hela landet. Dekorationerna bestod av färgade fjädervippor, kulörta pappersblommor och kycklingar av bomull. Påskriset togs ofta in lite före påsk och sattes i vatten så att löven skulle hinna slå ut.

## Modern tradition i Sverige

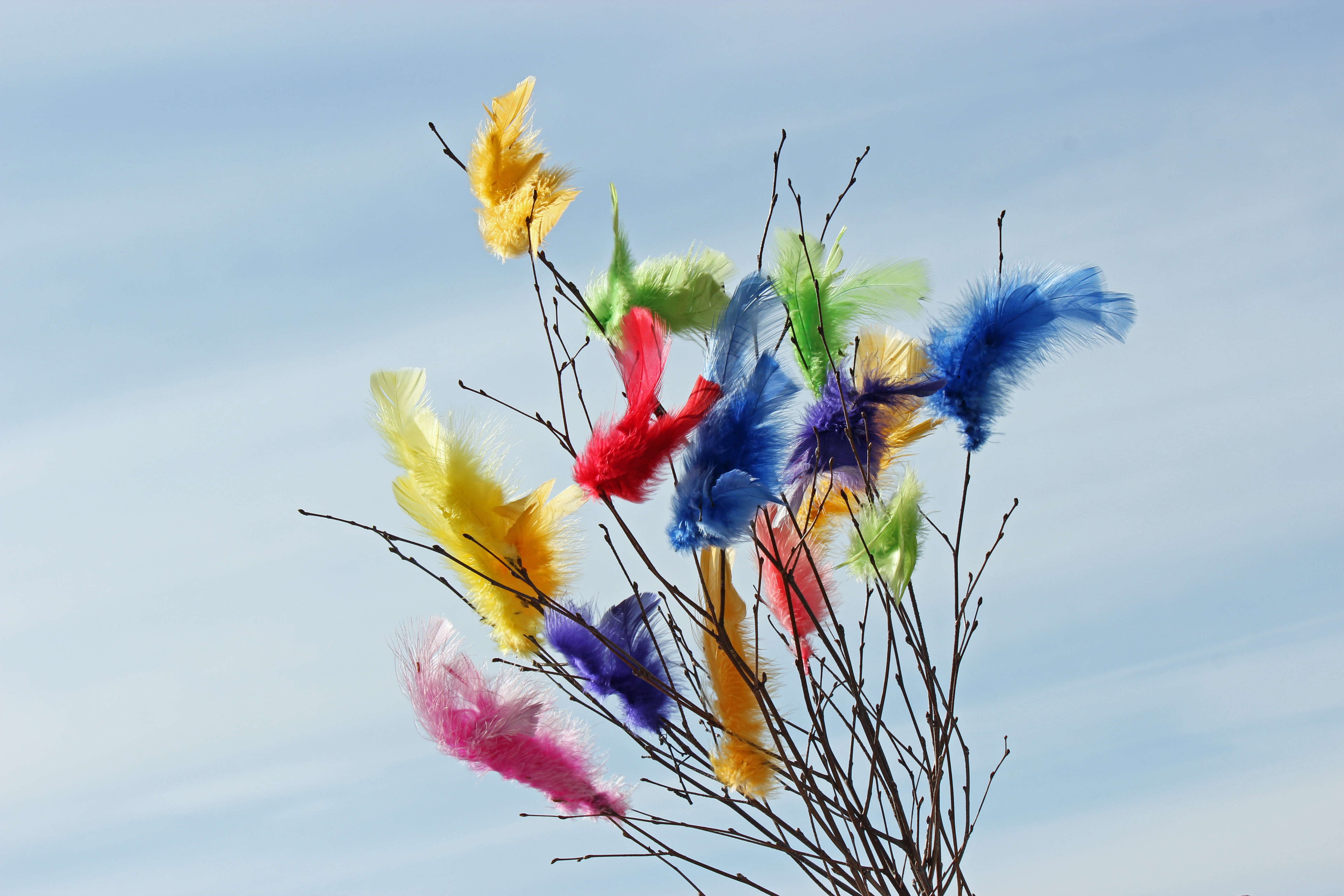
Påskris med påskfjädrar.

Påskris säljs vanligen av blomsterförsäljare på torgen, men också av fasta blomsterhandlare och i varuhus. För privatpersoner är det ofta olagligt att bryta av kvistar från levande träd eller buskar, enligt tolfte kapitlet i brottsbalken.
På mindre orter och förr i tiden var det vanligt att barn utklädda till påskkärringar hade husförsäljning av påskris och påskkort.
Ibland är påskriset redan vid köp försett med påskfjädrar, men fjädrarna säljs även separat. Flera kommuner har av djuretiska skäl valt att ta avstånd från påskfjädrar (läst 2018). Även om det finns påskfjädrar som ska vara syntetiska kan det enligt kommunerna vara svårt att säkerställa ursprunget.
Annat påskpynt som hängs i riset är målade urblåsta hönsägg. Det förekommer också konstgjorda ägg, ofta mindre än de vanliga hönsäggen, och figurer i form av kycklingar, höns och tuppar i olika material. Även påskkärringar förekommer som tema i påskpynt. Påskpynt är ofta gult och lila. Påskens gula färg symboliserar solen, glädje, återuppståndelsen, kycklingar och påskliljor. Lila eller violett kommer av den liturgiska färgen inom kyrkan under fastan och fram till påsk. Det är botens och ångerns färg och symboliserar förberedelse. Det är vanligt att barn i förskolor och skolor får tillverka eget påskpynt som pyssel.
Utöver den religiösa grunden är ett syfte med påskriset är att det ska sättas i vatten så att bladen slår ut och man får gröna blad inomhus under en årstid när gröna blad är ovanligt i naturen. Påskris i offentliga lokaler brukar dock stå utan vatten eftersom lövsprickningen kan orsaka besvär för allergiker.
Det förekommer även att hela träd påskpyntas. Efter misslyckade världsrekordförsök i Vimmerby 1997 och Mjölby 1998 har en del i Sverige fortsatt med det, bland annat för att tydligare uppmärksamma påskevenemang.

## Traditioner i andra länder

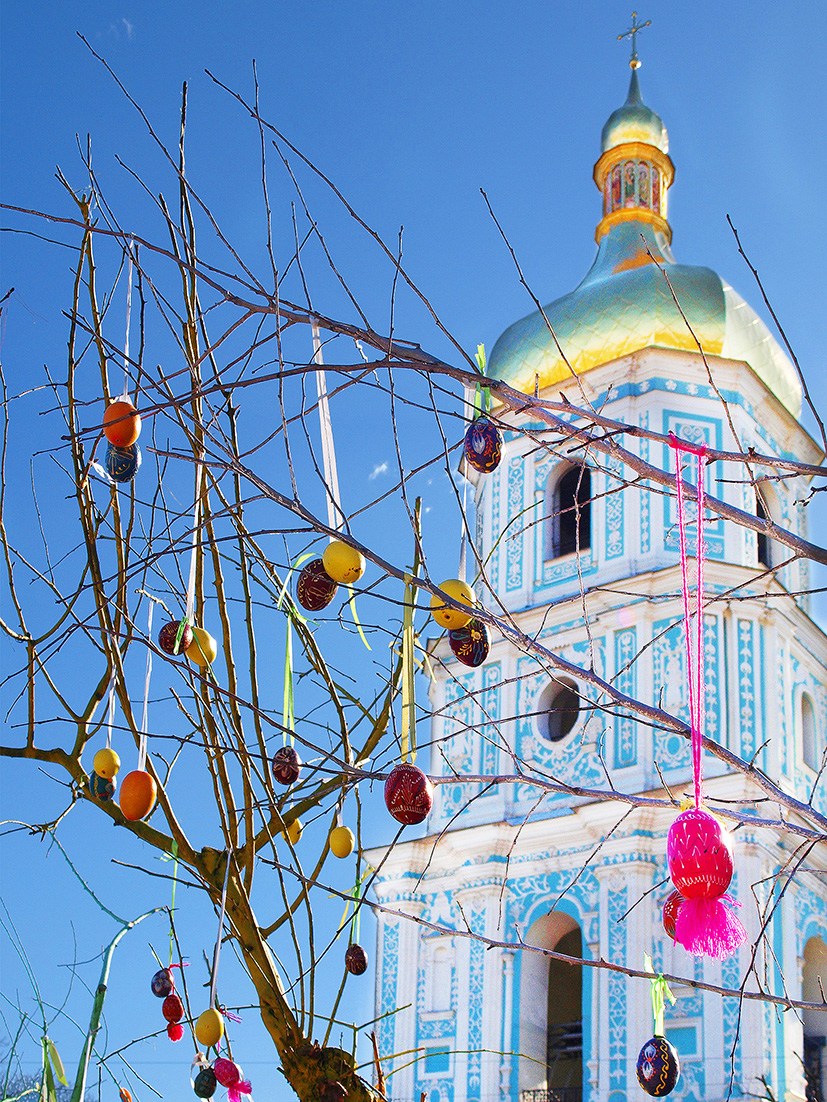
Ett påskäggsträd i Kiev.

Traditionen med påskris förekommer inte bara i Sverige, utan även i Finland, på Brittiska öarna samt i Tyskland och flera andra länder i Centraleuropa. Däremot varierar pynt och bruk något mellan länderna. I Sverige och Finland är det vanligt med påskfjädrar i påskriset, men definitivt inte i andra länder.
I Centraleuropa består pyntet ofta av dekorationsägg, trä-, papp- och tygdekorationer samt färgglada band. I Tjeckien och Slovakien pyntas förutom ris även bambustänger, dessa kallas på tjeckiska för pomlázka och på slovakiska för korbáč. Det är tradition att pojkarna i familjen väcker flickorna på Annandag påsk genom att smiska dem med dessa och även hälla vatten på dem. Flickorna ska då återgälda pojkarna genom godis eller pengar. I Lettland finns en liknande tradition på Palmsöndagen, kallad Pūpol Svētdiena, men där används istället en videkvist med vilken man slår varandra på bara rumpan.
Ett alternativ till påskris är påskäggsträd. Då dekoreras allt från buskar till träd med färgade ägg. Traditionen är särskilt vanlig i Tyskland, Schweiz och Österrike, men förekommer även i andra delar av Europa samt i USA.
| Påskris i Tjeckien (april 2006) och Slovakien (april 2007). |  | Påskris i Tjeckien (april 2006) och Slovakien (april 2007). |
| Påskris i Tjeckien (april 2006) och Slovakien (april 2007). |  |                                                             |